# Desire To Fly High
Desire To Fly High는 신승훈의 7번째 정규 앨범이며, 2000년 3월 7일 발매됐다.

## 음반
전 소속사에서 독립한 후 처음으로 발표한 7집 Desire To Fly High는 신승훈이 그동안 앨범 타이틀을 신승훈 스타일의 메이저 혹은 마이너 발라드로 내세웠던 것과는 다르게 신선한 월드뮤직을 표방한 노래를 타이틀곡으로 삼으며 파격적인 장르의 변화를 시도한 앨범이다. 지난 10년간 가요계의 최정상 자리를 꾸준하게 고수하며 '발라드의 황제'라는 애칭과 함께 발라드계의 대부로 자리매김한 신승훈은 대중들이 신승훈 본인만의 색깔이 많이 반영되어 있는 발라드로부터 좀 더 새로운 모습을 원하고 있음을 느꼈고, 이에 7집에서 실험정신이 깃든 타이틀곡을 내세워 변화한 모습을 보여주면서 신승훈이라는 이름을 다시한번 대중들에게 각인시켰다. 타이틀곡인 〈전설속의 누군가처럼〉은 퍼커션(타악기)을 대거 도입, 소울풍의 흑인 코러스등을 활용하여 아프리카 음악 분위기를 선보였고, 이제까지의 그의 발라드 공식이었던 절정부를 강조하는 방식이 아닌 처음부터 고조된 멜로디라인을 사용하여 색다른 시도와 삶을 성찰하는 가사로 대중들에게 사랑을 받았다. 뿐만 아니라 경쾌한 분위기의 평키 뮤직인 〈엄마야〉, 보사노바를 도입한 〈어느 멋진 날〉, 〈Forever〉, 신승훈표 발라드 〈가잖아〉, 〈이별 그 후〉등 다양한 장르가 사랑을 받았다. 이 7집은 신승훈의 마지막 밀리언셀러 앨범이 되었는데, 당시 음협엔 백만 장이 아닌 약 50만장으로 잘못 등재되어 있다. 이는 7집이 '신나라 뮤직'과 '유니버설 뮤직' 두 곳에서 유통되었으나 음협에서 한 곳만 반영하는 실수를 저지르는 바람에 일어난 해프닝이다. 7집 발표 후 전국 투어 콘서트에 돌입했던 신승훈은 2000년 8월 20일 서울 올림픽 공원 야외무대에서 《Back To The Future》라는 이름으로 10주년 기념 서울 앵콜콘서트를 열 계획이었다. 그러나 연일 이어지는 폭우로 인해 어쩔 수 없이 8월 26일로 공연을 1주 미루게 되었는데, 8월 26일 당일에는 전 주인 8월 20일보다 오히려 비가 더 쏟아지는 불상사가 발생하였다. 신승훈은 감전의 우려등을 이유로 내세운 주위의 만류에도 불구하고 이미 한번 연기한 공연을 또다시 연기할 수 없다는 그의 고집으로 무리하게 공연을 강행하였다. 폭우 속에 관객들이 얼마나 올까하는 불안감이 무색하게 하얀 우비를 입은 12000여명의 팬들이 공연장을 꽉 채웠고, 약 3시간동안 신승훈과 그의 팬들은 함께 비를 맞으며 공연을 즐겼다. 신승훈은 현재까지도 가수 데뷔 이래 가장 감동적이었던 사건중 하나로 이 콘서트를 꼽는다. 팬들 사이에서 일명 '826 사태'라고도 불리는 이 콘서트는 신승훈이 TV방송 출연보다 공연에 더 집중을 하는 계기가 되었고, 훗날 'The Shin Seung Hun SHOW'라는 공연 브랜드가 탄생하는 계기가 되기도 하였다.

## 수록곡
| #             | 제목                         | 작사            | 작곡            | 재생 시간 |
| ------------- | ---------------------------- | --------------- | --------------- | --------- |
| 1.            | 〈Prologue〉                 |                 | 신승훈          | 1:59      |
| 2.            | 〈전설 속의 누군가처럼〉     | 신승훈          | 신승훈          | 5:19      |
| 3.            | 〈가잖아〉                   | 심현보          | 신승훈          | 5:14      |
| 4.            | 〈엄마야〉                   | 신승훈 • 한경혜 | 신승훈          | 3:52      |
| 5.            | 〈내안의 그녀〉              | 도윤경          | 신승훈 • 천성일 | 4:33      |
| 6.            | 〈Good Bye My Love〉         | 신승훈          | 신승훈          | 4:14      |
| 7.            | 〈이별 그 후〉               | 신승훈 • 심현보 | 신승훈          | 4:57      |
| 8.            | 〈어느 멋진 날〉             | 한경혜          | 천성일          | 4:43      |
| 9.            | 〈슬픈 거짓말〉              | 양재선          | 김덕윤          | 4:07      |
| 10.           | 〈Change〉                   | 심현보          | 유정연          | 3:32      |
| 11.           | 〈Forever〉                  | 심현보          | 천성일          | 3:50      |
| 12.           | 〈Over The Rainbow(외국곡)〉 | Harold Arien    | E.Y Harburg     | 4:30      |
| 총 재생 시간: | 총 재생 시간:                | 총 재생 시간:   | 총 재생 시간:   | 48:10     |

## 제작진
- Produced & Directed by : 신승훈
- All Arranged by : 신승훈, 황성제 (except 6 : 정재윤, 신승훈 / 7 : 나원주, 신승훈)
- All Synth : 황성제 (except 9 : 김덕윤)
- Acoustic Piano : 나원주
- Rhythm Programming : 신승훈, 황성제
- Computer Programming : 최원준
- Accordion : 심성락
- Acoustic Drum : 강수호
- Acoustic Guitar : 함춘호
- Acoustic Bass : 이태윤
- Dist & Rhythm Guitar : 이근형
- 소금 : 송경근
- Saxophone : 이정식
- Trumpet : 이주한
- String Ensemble : 심상원, 박인영 외 42명
- Chorus : 강성호, 이현정 , Mrideette Bryant, Jessica Williams, Maxi Anderson, Alex Brown
- Recording Engineer : 조준성 • Joe Carter
- Mixing Engineer : 임창덕
- Digital Mastering : 최효영(SONIC KOREA), 임창덕
- Recording Studio : VIBE Studio • PARAMOUNT Studio in L.A
- Presented by : DOROTHY